# Штаб-квартира Европейского центрального банка
Штаб-квартира Европейского центрального банка (нем. Neubau der Europäischen Zentralbank) — офисный небоскрёб в городе Франкфурт-на-Майне, Германия. Штаб-квартира Европейского центрального банка с 2015 года. Занимает 4-е место (если измерять «по антенне / шпилю»; если по «архитектурной высоте», то 7-е место) в списке самых высоких зданий Франкфурта-на-Майне, те же места в аналогичном списке для всей Германии (так как 10 самых высоких зданий страны расположены именно во Франкфурте-на-Майне) и 20-e (33-е) место в аналогичном списке для Европейского союза.

## Описание
Штаб-квартира Европейского центрального банка (ЕЦБ), построенная в стиле деконструктивизма, расположена по адресу: Соннеманнштрассе 20, Остенд, Франкфурт-на-Майне. Комплекс представляет собой два здания, высотой примерно 184 и 165 метров (без шпилей и антенн), соединённых четырьмя атриумами на 3-м, 15-м, 27-м и 38-м этажах. Штаб-квартира была построена в непосредственной близи от универсального рынка Грошмарктхалле, функционировавшего с 1928 по 2004 год, часть рынка при этом пришлось разрушить. Прежняя штаб-квартира ЕЦБ располагалась в «Евробашне», также во Франкфурте-на-Майне.
В северном корпусе 45 надземных этажей, в южном — 43. Полная площадь помещений здания — 185 000 м², полезная — 120 000 м², объём — 766 000 м³. Стоимость строительства составила 1,2—1,5 миллиарда евро, что делает этот небоскрёб одним из самых дорогих в мире. Архитектором здания стал Вульф Прикс, работающий на бюро Coop Himmelb(l)au. В здании функционируют 18 лифтов, работают около 2300 сотрудников. Масса антенны, высота которой почти 20 метров, составляет 23 тонны. К услугам сотрудников 630 парковочных мест.

## История
ЕЦБ объявил о начале конкурса среди архитектурных бюро на дизайн своей новой штаб-квартиры в 1999 году. В состязании приняли участие около 300 фирм, и в итоге предпочтение было отдано австрийской Coop Himmelb(l)au. По первоначальному проекту здание должно было быть построено с октября 2008 по 2011 год. Однако в июне 2008 года строительство было заморожено не начавшись, так как ЕЦБ не смог найти подрядчика за выделенную сумму в 500 миллионов евро — виной тому стал мировой финансовый кризис. В итоге строительство началось в феврале — марте 2010 года и было окончено в октябре 2014 года, и уже в следующем месяце первые сотрудники начали заезд в новое здание.
Торжественная церемония открытия небоскрёба состоялась в 11 часов утра 18 марта 2015 года, её провёл глава ЕЦБ Марио Драги. Церемония сопровождалась крупной акцией протеста, организованной антикапиталистами-антиглобалистами движения Blockupy (ответвление движения «Захвати») в количестве от 10 до 30 тысяч человек (по разным источникам), причём многие из них специально прибыли из-за границы для проведения этого несанкционированного мероприятия. Полиция была вынуждена применить водомёты, дубинки и слезоточивый газ, так как митингующие кидали в них камни, поджигали припаркованные поблизости автомобили (пострадало не менее 35 машин, в том числе и полицейских), покрышки и мусорные баки. Также против полицейских были применены перцовые баллончики и кислота. Протестующие выражали крайнее недовольство расточительностью ЕЦБ на свой новый небоскрёб, стоимостью почти полтора миллиарда евро, в то время как финансовая помощь очень необходима таким странам Евросоюза как Греция и Кипр. Ранения получили 88 полицейских, около 350 протестующих были задержаны.

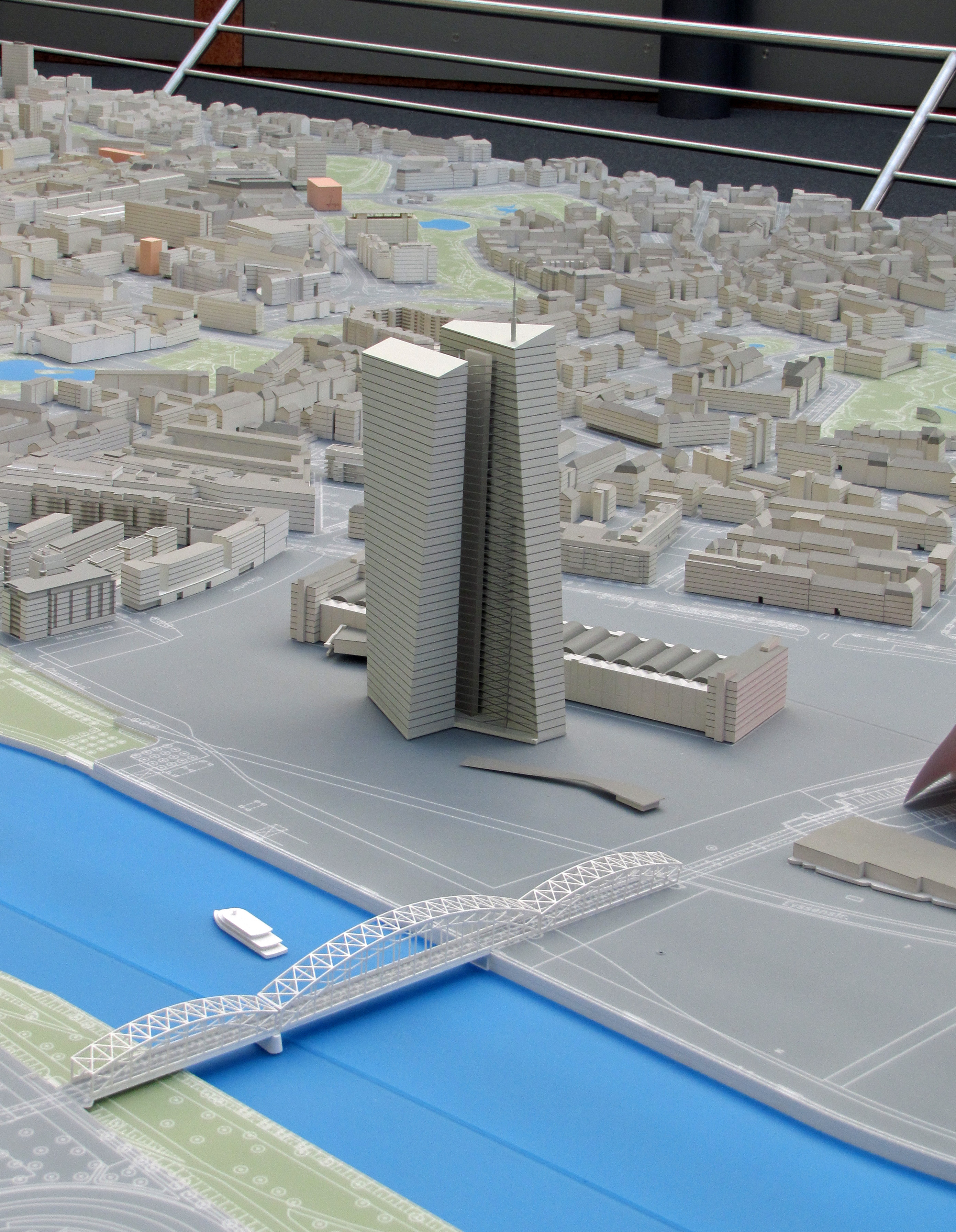
Макет небоскрёба. Низкое прямоугольное здание сразу за ним — рынок Грошмарктхалле[нем.]
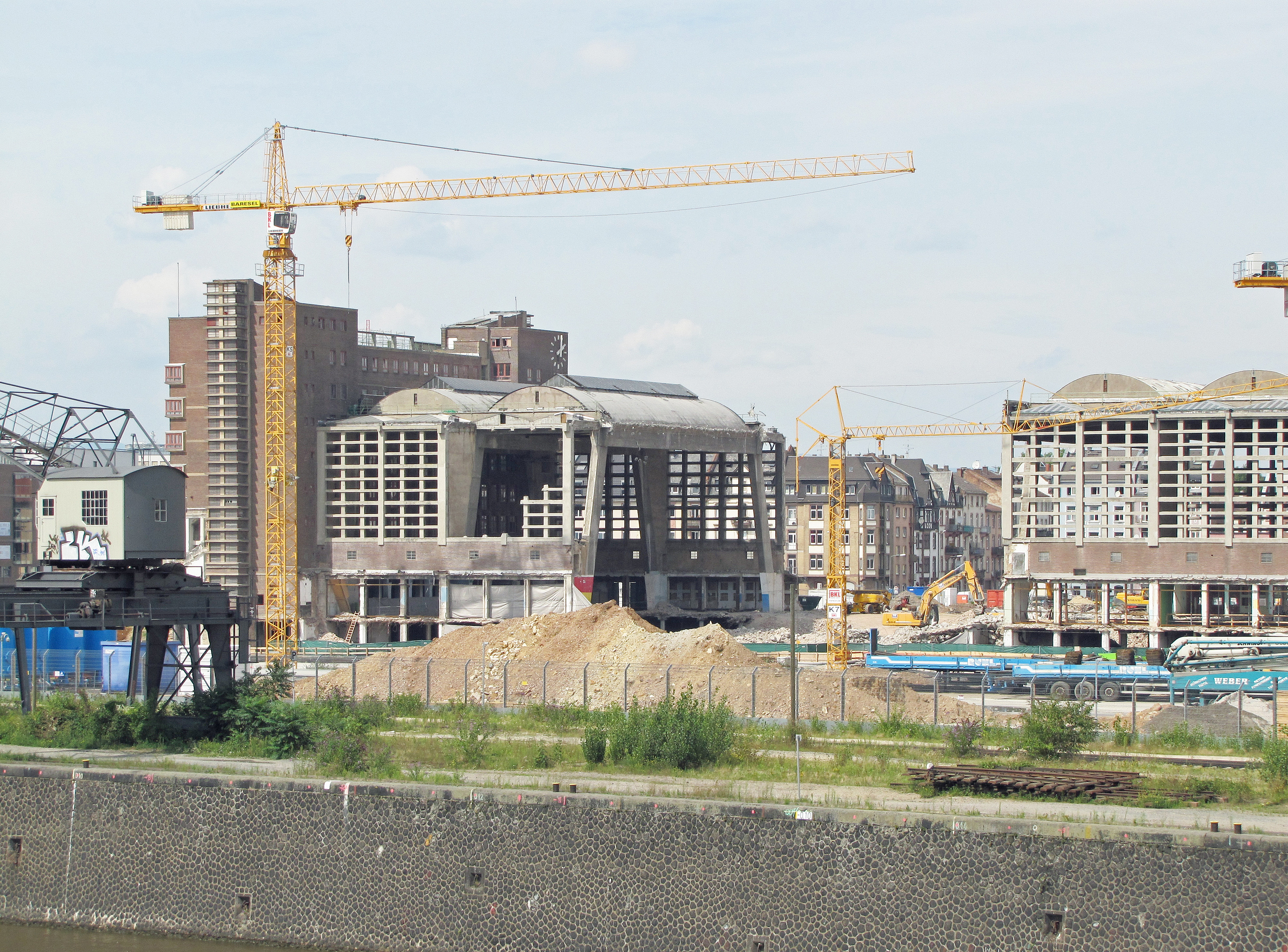
Август 2010 (полгода после начала строительства)
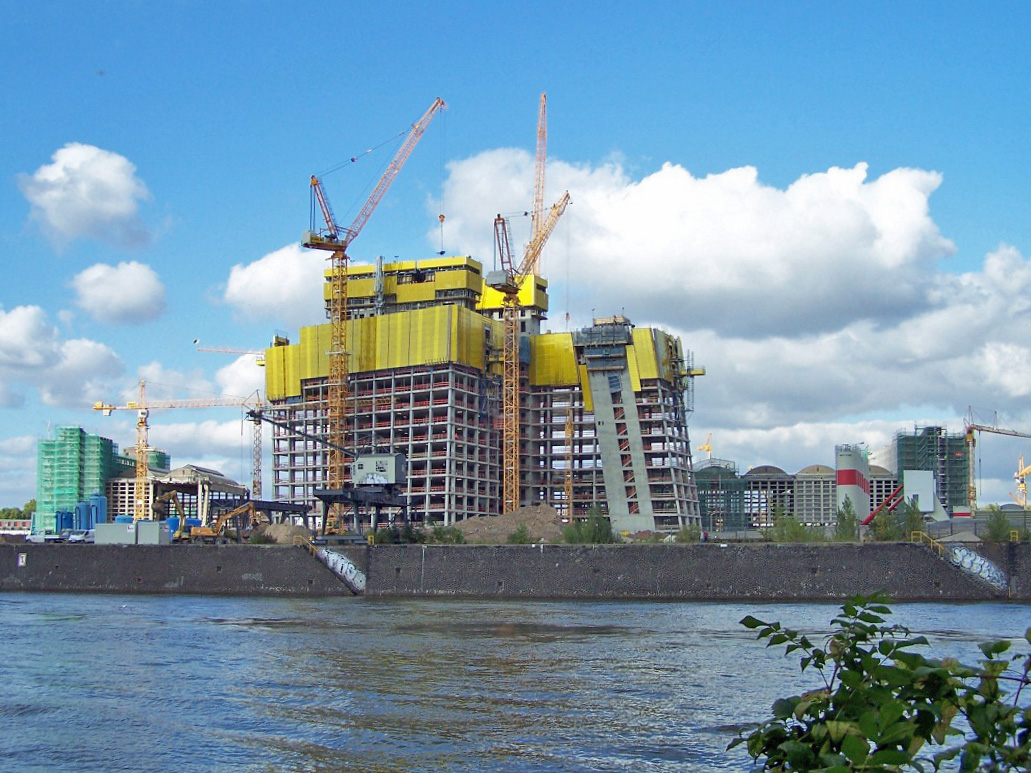
Октябрь 2011
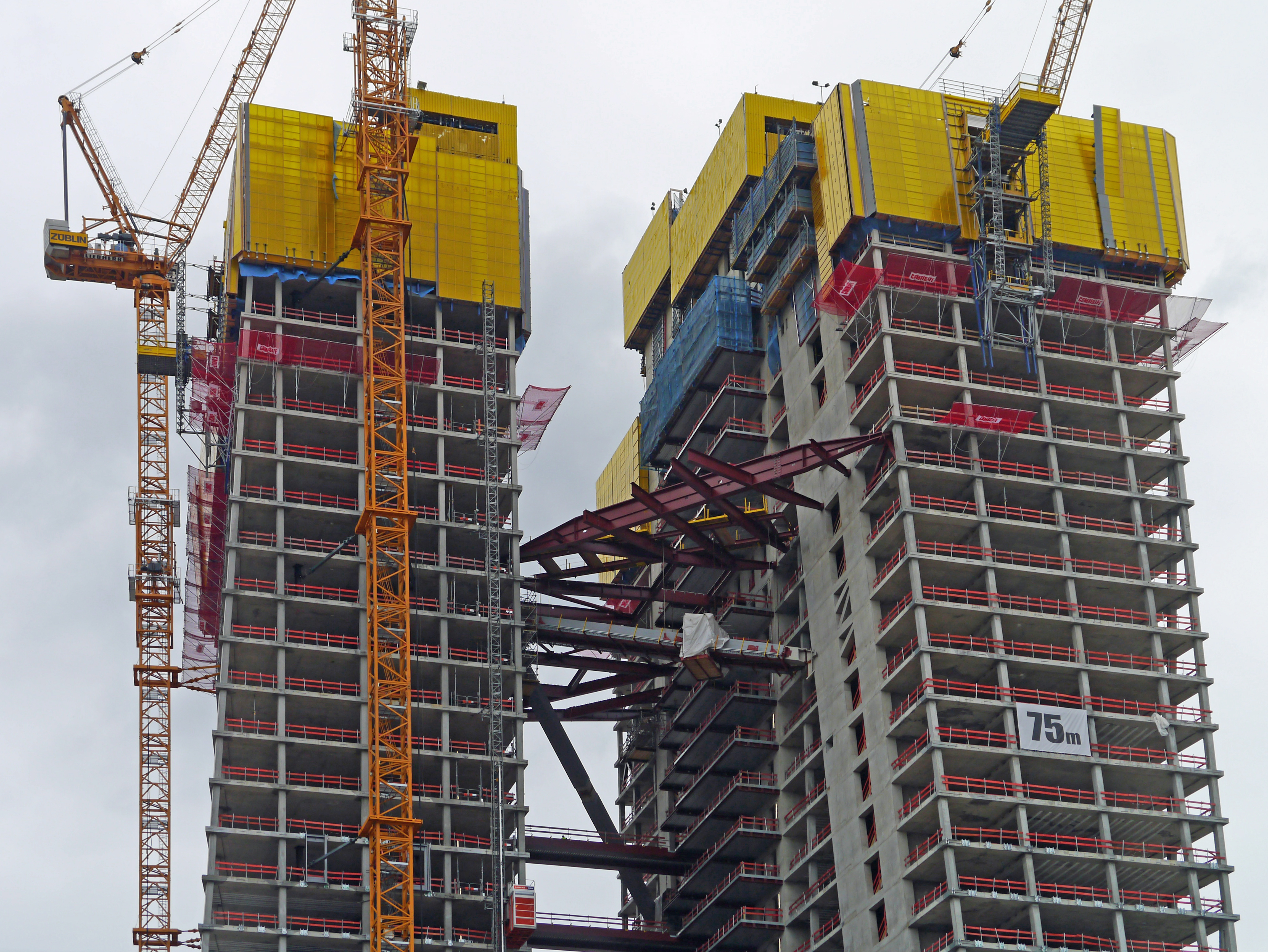
Апрель 2012
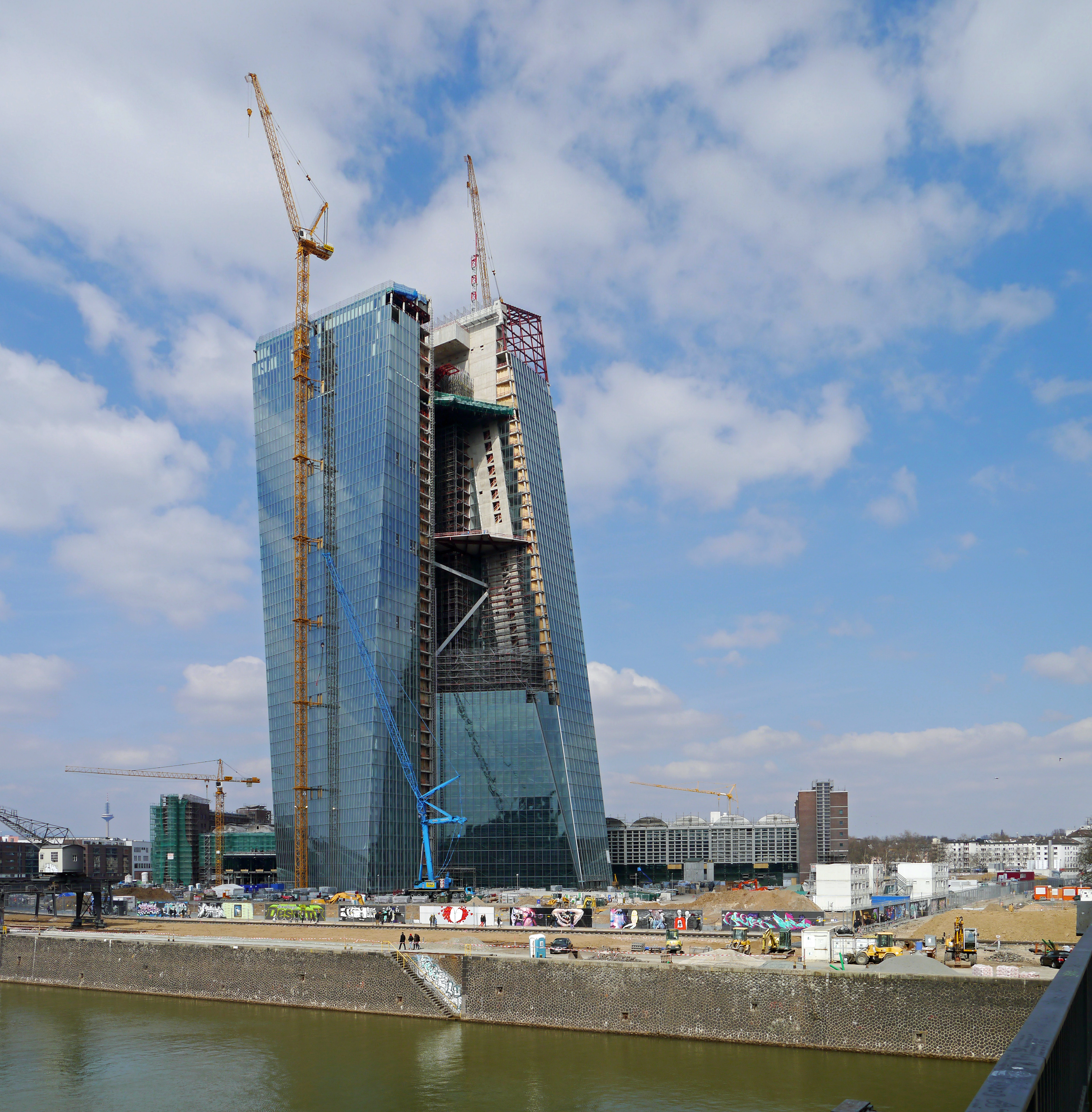
Апрель 2013
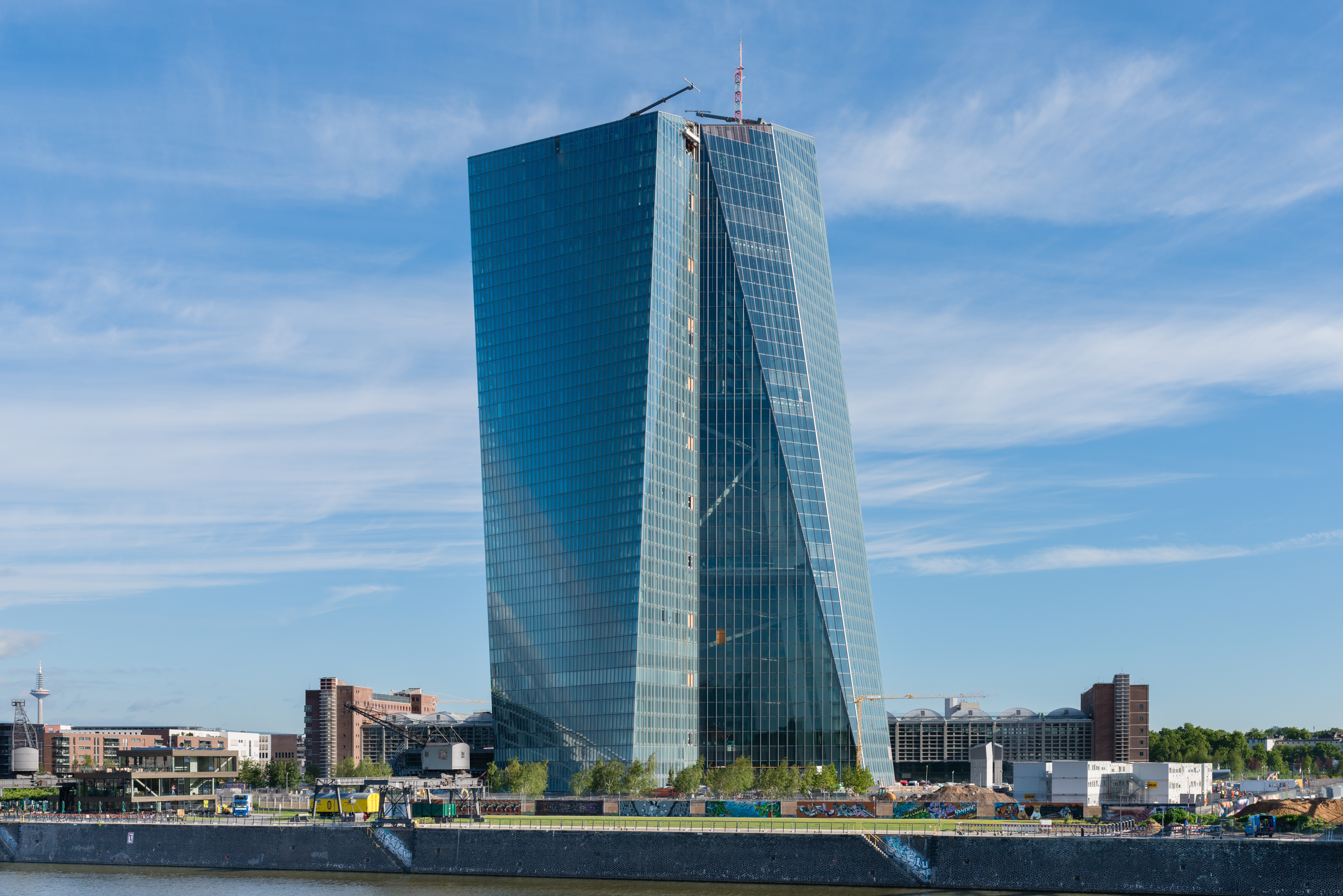
Июнь 2014 (за четыре месяца до конца строительства)